# Settimana Ciclistica Lombarda
Die Settimana Ciclistica Lombarda – Memorial Adriano Rodoni (dt. Lombardische Woche) war ein italienisches Radrennen, das von 1970 bis 2013 ausgetragen wurde.
Die Settimana Ciclistica Lombarda war ein Etappenrennen, das durch die gleichnamige italienische Region Lombardei im Norden Italiens führte. Es wurde zum ersten Mal 1970 ausgetragen und fand anschließend jährlich statt. Ab 2005 zählte das Rennen zur UCI Europe Tour und war in die Kategorie 2.2 eingestuft. Rekordsieger ist der Russe Pawel Tonkow, der die Rundfahrt dreimal für sich entschied. Zur Saison 2008 wurde das Rennen in die Kategorie 2.1 hochgestuft. Nachdem es 2012 nicht ausgetragen wurde, fand die letzte Austragung 2013 statt.
Das Rennen war vor seinem letzten Namen bekannt als Giro Ciclistico Bergamasco und Settimana Ciclistica Bergamasca.

## Siegerliste
| - 2013 Patrik Sinkewitz - 2012 nicht ausgetragen - 2011 Thibaut Pinot - 2010 Michele Scarponi - 2009 Daniele Pietropolli - 2008 Danilo Di Luca - 2007 Alexander Jefimkin - 2006 Robert Gesink - 2005 Riccardo Riccò - 2004 Michele Scarponi - 2003 Julio Pérez Cuapio - 2002 Tadej Valjavec - 2001 Serhij Hontschar - 2000 Serhij Hontschar | - 1998 Pawel Tonkow - 1997 Emanuele Lupi - 1996 Pawel Tonkow - 1995 Massimiliano Lelli - 1994 Wladimir Belli - 1993 Enrico Zaina - 1992 Pawel Tonkow - 1991 Lance Armstrong - 1990 Nikolai Golowatenko - 1989 Iwan Iwanow - 1988 nicht ausgetragen - 1987 Wolodymyr Pulnikow - 1986 Zenon Jaskuła - 1985 Juri Kaschirin | - 1984 Flavio Giupponi - 1983 Andrzej Serediuk - 1982 Vladimír Kozárek - 1981 Giovanni Fedrigo - 1980 Czeslaw Lang - 1979 Alberto Minetti - 1978 Alessandro Pozzi - 1977 Janusz Bienek - 1976 Vittorio Algeri - 1975 Walerij Tschaplygin - 1974 Angelo Tosoni - 1973 Jiří Mainuš - 1972 Fausto Bertoglio - 1971 Rudolf Labus - 1970 Giuliano Marcuzzi |